# Semencier
 (décembre 2015).
Si vous disposez d'ouvrages ou d'articles de référence ou si vous connaissez des sites web de qualité traitant du thème abordé ici, merci de compléter l'article en donnant les références utiles à sa vérifiabilité et en les liant à la section « Notes et références ».

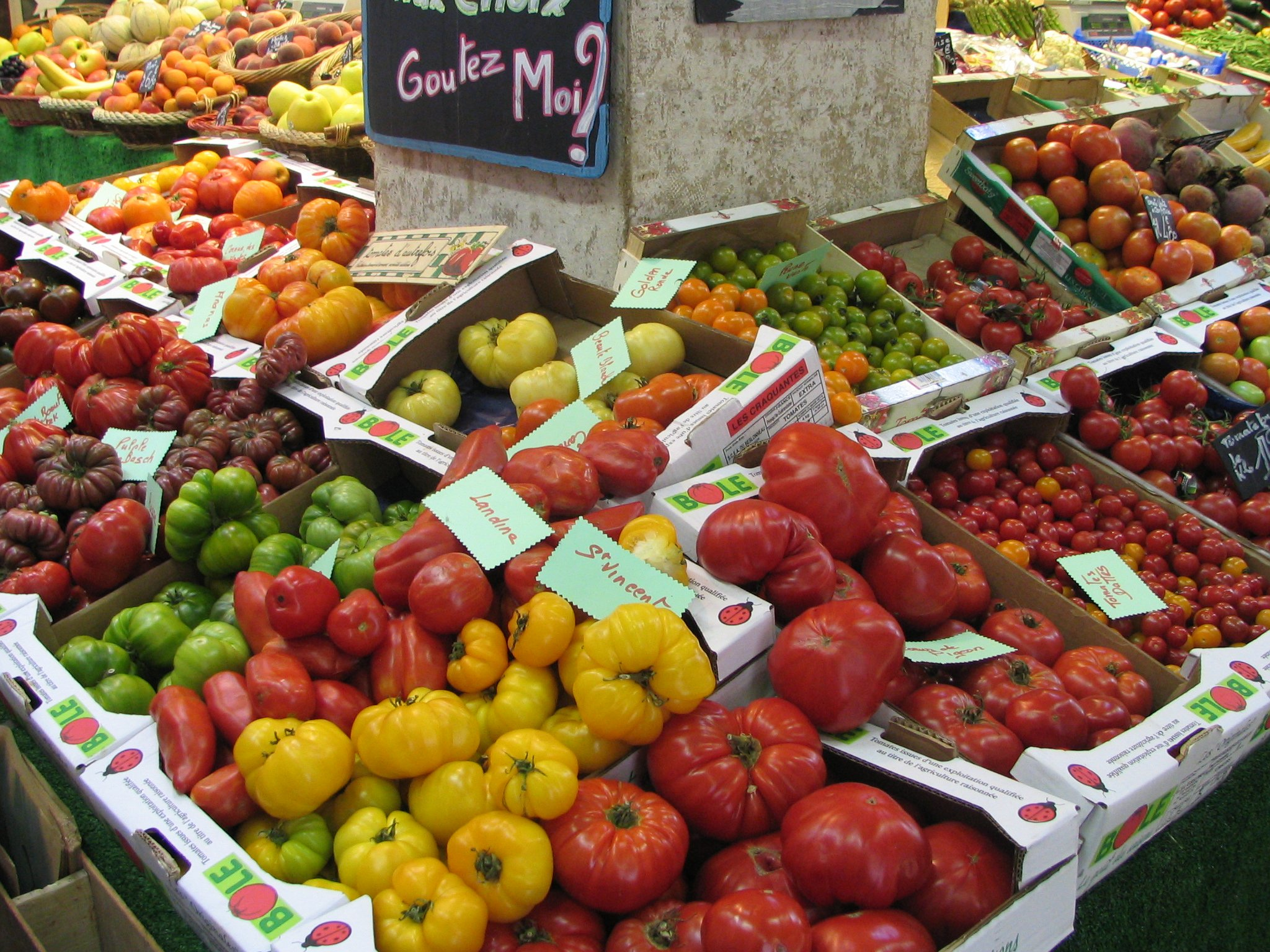
Diversité des tomates anciennes en agriculture traditionnelle

Un semencier a pour activité la sélection, la production et la distribution de semences pour leurs utilisateurs (essentiellement les agriculteurs et les professionnels des espaces verts). Les entreprises de la filière semencière peuvent être de tailles très variables depuis des associations, des coopératives, des  PME, jusqu’à des grands groupes internationaux.
Certaines travaillent sur un grand nombre d’espèces et fournissent les agriculteurs, d’autres sont spécialisés sur certaines espèces ou distribuent les semences aux jardiniers amateurs.

## Histoire
Depuis la naissance de l'agriculture, il y a environ 10 000 ans, l'homme sème ou plante des végétaux dans des sols, les protège par le désherbage, le produit de sa récolte lui permettant de nourrir en retour les hommes et les bêtes d'élevage. Depuis cette époque, les paysans pratiquent une sélection massale directement dans leurs champs en repérant et choisissant les plantes les plus intéressantes afin de les ressemer.
Durant les grandes découvertes qui s'étendent du début du XVe siècle jusqu'au début du XVIIe siècle, les monarchies et de riches compagnies commerciales européennes financent de grandes expéditions qui favorisent des échanges de semences et de plantes entre passionnés de botanique. Parallèlement se développent au milieu du XVIIe siècle des « graineteries », maisons de sélection grainière qui proposent la vente de graines et de plantes, et dispensent des conseils aux utilisateurs pour l’autoproduction (En France, Rivoire à Lyon en 1650, Le potager provençal en 1680, qui deviendra Le Paysan en 1854 puis SPG en 1949).
De ces maisons grainières (établissements familiaux locaux) émergent progressivement des maisons semencières (entreprises familiales d'envergure nationale avec notamment pour la France, Vilmorin-Andrieux en 1775, Tézier en 1785, Clause en 1796) qui, outre la commercialisation, mènent des recherches de sélection variétale. Ces dernières produisent et vendent des semences et des plants, et assurent l'essentiel de la production scientifique dans le domaine de la sélection variétale. Mais leur marché est limité (semences de fleurs, de plantes potagères, condimentaires et médicinales pour les jardins familiaux et les maraîchers) car la majorité des paysans pratiquent l'autoproduction de semences paysannes qu'ils s'échangent ou se vendent entre voisins.

## Industrie semencière

### En France
La France est le premier pays producteur de semence en Europe. Les exportations de semences progressent depuis plus de 15 ans et atteignent en 2015 près de 1,9 milliard d'€, soit près de la moitié du chiffre d'affaires de ce secteur, 3,2 milliards d'€. Elle fait ainsi partie, selon les chiffres fournis par l'International Seed Federation, des trois premiers pays exportateurs de semences dans le monde (avec les Pays-Bas et les États-Unis),. L'industrie semencière est un secteur clé de l’agrofourniture en France.
En 2022, la sélection et la production des semences représentent :
- 69 entreprises de sélection (qui créent de nouvelles variétés, près de 6 400 de 139 espèces) ;
- près de 130 centres de recherche ;
- 252 entreprises de production (qui multiplient les semences par contrat avec les agriculteurs multiplicateurs) ;
- 17 271 agriculteurs multiplicateurs ;
- 5 794 distributeurs (coopératives, négoces agricoles, jardineries, …) qui vendent aux agriculteurs et à près de quinze millions de jardiniers amateurs.

En 2022, les surfaces en multiplication de semences et plants occupent en France 384 709 ha pour un chiffre d'affaires de 3,6 milliards d'euros.
Le maintien des anciennes variétés et plus généralement de la diversité génétique est géré par des réseaux coordonnés par les centres nationaux de ressources génétiques. Le Bureau des ressources génétiques assurait cette mission jusqu'en 2007, date de sa dissolution.

### Dans le monde
En 2015 les quatre leaders mondiaux sont : 
- Monsanto (États-Unis / Allemagne depuis l'acquisition par Bayer (entreprise)) ;
- Pioneer Hi-Bred (filiale de DuPont de Nemours, États-Unis) ;
- Syngenta (Suisse / Chine depuis l'acquisition par ChemChina) ;
- Limagrain (coopérative française non liée à un groupe chimique).

Le marché mondial des semences commercialisées est estimé en 2018 à près de 30 milliards de dollars.